# Kenya International 1990
Die Kenya International 1990 im Badminton fanden Anfang April 1990 statt.

## Sieger und Platzierte
| Disziplin    | Gold                                | Silber                      | Bronze                            |
| ------------ | ----------------------------------- | --------------------------- | --------------------------------- |
| Herreneinzel | Geenesh Dussain                     | Jean-Michel Duverge         | Jinesh V. Shah                    |
| Herreneinzel | Geenesh Dussain                     | Jean-Michel Duverge         | Simon Kihara                      |
| Dameneinzel  | Vandanah Seesurun                   | Anna Ng'ang'a               | Chris Hickman                     |
| Dameneinzel  | Vandanah Seesurun                   | Anna Ng'ang'a               | Rose Wanjala                      |
| Herrendoppel | Geenesh Dussain Jean-Michel Duverge | Kailas Rathod Mukesh Shah   | Ramnik Shah Upendra Vagani        |
| Herrendoppel | Geenesh Dussain Jean-Michel Duverge | Kailas Rathod Mukesh Shah   | Rachida Ait Lamarani Simon Kihara |
| Damendoppel  | Vandanah Seesurun Martine de Souza  | Lolly Hensman Chris Hickman | Annabel Njoki Rose Wanjala        |
| Damendoppel  | Vandanah Seesurun Martine de Souza  | Lolly Hensman Chris Hickman | Anna Ng'ang'a Jasmin Nzambu       |
| Mixed        | Geenesh Dussain Vandanah Seesurun   | Vijai Maini E. J. Angode    | Ken Fraser Sheetal Dhanani        |
| Mixed        | Geenesh Dussain Vandanah Seesurun   | Vijai Maini E. J. Angode    | Ajit Verma Lolly Hensman          |